# Risoluzione 1113 del Consiglio di sicurezza delle Nazioni Unite
La Risoluzione 1113 del Consiglio di sicurezza delle Nazioni Unite, venne adottata all'unanimità, il 12 giugno 1997, dopo aver ricordato tutte le risoluzioni sulla situazione in Tagikistan e al confine tagiko-afghano. Il Consiglio prorogò, per un periodo di tre mesi, il mandato della Missione di osservatori delle Nazioni Unite in Tagikistan (UNMOT) fino al 15 settembre 1997.

## Risoluzione
La risoluzione riaffermò la sovranità, l'integrità territoriale del Tagikistan e l'inviolabilità dei suoi confini. L'8 marzo 1997 il governo del Tagikistan e l'opposizione tagika unita (UTO) firmarono un protocollo su questioni militari. A ciò seguirono, il 18 e il 28 maggio 1997, i protocolli su questioni politiche che garantivano l'attuazione dell'accordo di pace. Allo stesso tempo venne osservato che i suddetti accordi prevedevano l'assistenza della comunità internazionale e delle Nazioni Unite, mentre veniva espressa preoccupazione per il deterioramento della situazione umanitaria e della sicurezza in Tagikistan. Il personale delle Nazioni Unite e gli osservatori militari tornarono in Tagikistan il 12 maggio 1997 dopo essere stati precedentemente evacuati.
Entrambe le parti vennero invitate a dare piena attuazione agli accordi di pace e a firmare l'Accordo generale sull'instaurazione della pace e l'accordo nazionale in Tagikistan. Ciò avrebbe richiesto l'impegno di entrambe le parti e il sostegno delle Nazioni Unite e della comunità internazionale. Le parti vennero inoltre esortate a garantire la libertà di movimento e la sicurezza dell'UNMOT, della forza di mantenimento della pace del Commonwealth degli Stati indipendenti (CIS) e di altro personale internazionale. Infine, venne chiesto, al segretario generale, Kofi Annan, di informare quanto prima il Consiglio sugli sviluppi nel paese, in particolare sul ruolo della presenza delle Nazioni Unite e sull'adeguamento del mandato dell'UNMOT.